# Felimare nyalya
Felimare nyalya is een zeenaaktslak die behoort tot de familie van de Chromodorididae. Deze slak komt voor langs de kusten van de Amerikaanse staat Florida, Cuba en de Bahama's (vermoedelijk in de hele Golf van Mexico), op een diepte van 2 tot 18 meter.
De slak is lichtblauw tot violet gekleurd, met een oranje mantelrand. De rinoforen hebben dezelfde lichaamskleur. Ze wordt, als ze volwassen is, zo'n 18 mm lang. 